# Krešimir Mlač
Krešimir Mlač (Zagreb, 14. lipnja 1913. – Zagreb, 27. ožujka 1988.) bio je hrvatski prevoditelj, poliglot, pravnik, pjesnik, esejist, fotograf, dramatičar, filmski i kazališni kritičar, etnolog, jezikoslovac, crkveni i svjetovni povjesničar, istaknuti katolički laik i oblikovatelj hrvatske poratne kulture.

## Životopis
Krešimir Mlač rodio se 14. lipnja 1913. u Zagrebu, gdje je završio zagrebačku Klasičnu gimnaziju, a 1939. godine doktorirao na Pravnom fakultetu Sveučilišta u Zagrebu. U poratnim godinama je službovao u Istri i Rijeci, nakon čega je do mirovine više od 20 godine radio u rodnom Zagrebu.
Pisati je počeo u gimnazijskim danima. Svoju prvu pjesmu Pod oblokom objavio je u časopisu "Omladina" 1930., a zatim kao i mnogi hrvatski katolički studenti u časopisu "Luči", kojoj će tijekom 1933. godine biti i glavni urednik. Za časopis je fotografirao, crtao ilustracije i pisao pjesme.
Osim pjesama pisao je i dramske i filmske kritike i prikaze te političke osvrte u "Krijesu", tjedniku "Obitelj" (bio je član uredništva), "Hrvatskoj prosvjeti", književnom i kulturnom listu "Danici" i "Zagorskom listu".
Tijekom Drugog svjetskog rata pisao je i društvene i političke članke u "Gospodarstvu", "Spremnosti", a nakon rata i u "Mariji", "Maruliću", "Obnovljenom životu" te u "Zborniku za narodni život i običaje", gdje je 1980. godine objavio značajan i opažen rad Postanak i razvoj tradicionalnog, a osobito epskog pjesništva.
O narodnom lirsko-epskom pjesništvu objavio je tri knjige:
- Ljubavne narodna pjesme (Mladost, 1953.)[4]
- Putnik marijanski: zbirka hrvatskih narodnih pjesama bistričkih romara (HKD sv. Ćirila i Metoda, 1971.; u povodu Marijinog kongresa)[5]
- Zlatna Knjiga Hrvatske narodne lirike (Matica Hrvatska, 1972.)[6][7][8]

U "Napomeni" knjige Zlatna knjiga Hrvatske narodne lirike navodi da ona sadrži 15.000 lirskih narodnih pjesama "zapisanih na povijesnom hrvatskom području i u krajevima koje nastanjuju Hrvati", što je bilo vrlo hrabro u vrijeme jugokomunističkog protuhrvatskog i protuvjerskog režima.
Pod pseudonimima Petar Mlađ, Petar Krešić i Petar Kreml objavio je kraći roman Mirjana i njen tetak. Tečno je govorio slovenski, njemački i engleski jezik, na koje je prevodio svoja djela i s njih prevodio djela stranih književnika.
Tako je 1970. izdao prijevod zbirke poezije i prepjeva duhove lirike U tlocrt urisan na strojopisu uz potpis SKS-a. Nije uspio dovršiti Rilkeov "Život Marijin" koji je ostao u rukopisu.
Posebice se bavio jezikoslovnim i povijesnim pitanjima. Rasprave o tome ostale su mu u rukopisu, među njima i najpoznatija Pregled razvitka našeg etnonima, u kojoj iznosi teoriju o postanku i razvoju imena Hrvata od akadskog, preko staroperzijskog i sanskrta do slavenskih inačica iz srednjeg vijeka "dokazuje da je glagoljica nastala izi klinastog pisma". U članku Mimoiđeni izvori najstarije hrvatske povijesti iz 1977. postavlja pitanje zašto hrvatska arheologija ne otkopava hrvatske starine, "dok su britanski i francuski muzeji puni imperijalističkih i egzotičnih iskopina raznih civilizacija".
Bio je jedan od rijetkih književnih sakuppljača koji su u svojoj zbirci imali djelo Konstantina VII. Porfirogeneta O upravljanju carstvom, prema kojemu je tvrdio da car nije pisao o Tugi i Bugi i petero braće, već o tome da su Hrvati priješli rijeku Bugu. Bavio se crkvenom poviješću na hrvatskihm prostorima i istraživao povijest Zagrebačke nadbiskupije.
Za vrijeme Drugog svjetskog rata bio tiskao je dvije stručne knjige: Javno dobrotvorstvo Oblast "Pomoć" : prikaz razvoja sa svim važećim zakonskim i inim propisima (1944.) i Ustrojstvo državotvorne uprave u Nezavisnoj Državi Hrvatskoj: prikaz razvoja sa svim važećim zakonskim propisima i inim propsima (također 1944.)
Obje knjige izdalo je tadašnje Ministarstvo urudžbe. Kao zauzeti hrvatski katolički laik bio je članom HKAD-a "Domagoj", a nakon rata Hrvatskog književnog društva Sv. Jeronim.
Iako je u zrelijoj dobi napisao mnoštvo pjesama, veći dio njih nije objavio osjećajući da u njima nema veće umjetničkie vrijednosti. Za života je objavio još samo tri zbirke pjesama (iako je imao građe za više njih):
- Licitarsko srce (zbirka kajkavske lirike, 1934.)[11]
- Beethovenove simfonije: Pjesme (strojopis, 1970.)
- Pjesme o meni i za me (strojopis, autobiografska zbirka, 1979.)

Nikad nije nametao, ali je uvijek, unatoč komunističkom režimu, isticao svoju pripadnost hrvatskom narodu i katoličkoj vjeroispovijesti o čemu svjedoče stihovi iz njegove pjesme "II. simfonija": Ja vjerujem, vjerujem u Boga i iz pjesme "Vapaj": Čuj Bože, čuj brate, čuj neznani svate: / Ta ja se brojim među Hrvate!.
Umro je u Zagrebu 27. ožujka 1988., te je tri dana kasnije pokopan za zagrebačkom groblju Mirogoju.

## Vanjske poveznice
- Katalog KGZ-a: Mlač, Krešimir - popis knjžne građe, pristupljeno 4. lipnja 2016. na mrežnim mjestima kataloga KGZ-a